# シナトルケス
シナトルケス（Sinatruces、ペルシア語：سیناتروک、在位：紀元前76年/75年 - 紀元前70年/69年）は、アルサケス朝パルティア王国の王。サナトルケス（Sanatruces）と表記されることもある。

## 生涯
紀元前76年または75年の記録で、バビロニア出土の粘土板にアルシャカンという名の王と、彼の姉妹で妻であったイスブバルザという王妃の名が現れる。この王名はこの年には確実に王位についていたシナトルケスと思われる。シナトルケスはパルティアを統治するためにサカラウカエ族の手から呼び戻された時、80歳の老人であった。彼は遊牧民に支持されていたが、おそらくアルサケス家の関係者であり、それゆに紛争時代に終止符を打つために召還されたのである。紀元前72年または71年の冬、ポントス王ミトリダテス6世がシナトルケスにローマ人と戦うための援助を依頼したが、シナトルケスは自分が老齢のため断った。彼は紀元前70年あるいは69年に没し、息子のフラーテス3世が後を継いだ。

## 参考資料
- ニールソン・C・デベボイス（訳：小玉新次郎、伊吹寛子）『パルティアの歴史』（山川出版社、1993年、ISBN 4634658607）